# NaviBand
«NaviBand» (попередня назва — NAVI) — білоруський музичний гурт з Мінська, який виконує свої пісні у жанрі інді-поп, фольк-рок музики. Був створений 2013 року Артемом Лук'яненком і Ксенією Жук. Станом на 2017 рік гурт випустив три альбоми: «Лови», «Сонцам сагрэтыя» (укр. Сонцем зігріті) і «Иллюминация» (укр. Ілюмінація), всі пісні в яких виконані білоруською і російською мовами. У травні 2017 року «NaviBand» представляли свою країну на Пісенному конкурсі Євробачення 2017, який відбувся в Києві, з білоруськомовною композицією «Гісторыя майго жыцця». Це була перша пісня білоруською мовою за всю історію участі Білорусі на Євробаченні.

## Назва
До другої половини 2016 року гурт використовував назву «NAVI» (що, за словами солістів, нічого не означає — це лише набір літер), але потім поступово почав вживати назву «NaviBand». Деякий час щодо гурту вживалися дві назви паралельно, однак після перемоги на національному відборі Білорусі на Євробачення 2017 солісти Артем Лук'яненко і Ксенія Жук зазначили, що гурт вирішив остаточно змінити назву на «NaviBand», оскільки так буде легше знайти групу в соцмережах в Інтернеті, а також через те, що вже існує український виконавець з іменем Navi.

## Історія

### 2013 рік: заснування гурту і перші кроки
Засновники гурту Артем Лук'яненко і Ксенія Жук познайомилися 14 лютого 2013 року, в день всіх закоханих (з того часу, за традицією, кожного року в цей день відбувається великий концерт «NaviBand» в Мінську).
Артем Лук'яненко народився 13 серпня 1992 року в місті Глибокому Вітебської області. Спочатку він вчився грати на фортепіано в музичній школі, але це йому не подобалось, тому він пішов звідти. З 11 років музикант почав грати на гітарі і виступати на публіці. Як зазначає Артем, він дуже вдячний своїй викладачці білоруської мови в мінській гімназії № 3, завдяки якій він так полюбив білоруську мову і почав писати нею пісні та співати. Після закінчення гімназії Лук'яненко навчався на факультеті журналістики Білоруського державного університету. До зустрічі з Ксенією Жук він був учасником таких музичних проєктів, як «Tim Erna» та «КРИСТИNА», а також працював на мінській радіостанції «Сталіца».
Ксенія Жук народилася 21 грудня 1991 року в Мінську. Батьки помітили схильність дівчини до музики, коли їй було 6 років. Скінчила музичну школу за класом гри на фортепіано. До зустрічі з Артемом Лук'яненком Ксенія займалася власною музичною кар'єрою під псевдонімом Sonika і випустила альбом «Новый день». Окрім діяльності у складі гурту «NaviBand», Жук викладає вокал дітям. Обоє солістів гурту активно пропагують білоруську мову..
Так сталося, що під час зустрічі і Артем, і Ксенія перебували в творчому пошуку — обом музикантам вже давно хотілося змінити стиль музики, яку вони виконують. Пізніше Артем запропонував Ксенії заспівати разом пісню «Абдымі мяне» (укр. Обійми мене), презентація якої відбулася влітку 2013 року. Пісня і кліп на неї мали певний успіх, і музиканти вирішили продовжити співати разом далі. Вже восени 2013 року відбувся перший сольний концерт гурту. На той момент творчість «NaviBand» позитивно оцінили український музикант Сергій Бабкін і російська співачка Діана Арбеніна, на концертах яких молодий гурт виступив на розігріві.

### 2014—2016 роки: перші альбоми і національний відбір наЄвробачення 2016
В січні 2014 року вийшов перший альбом гурту «Лови», а влітку того ж року «NaviBand» брали участь у великому польському фестивалі «Halfway Festival». У грудні 2014 року гурт презентував свій другий альбом «Сонцам сагрэтыя» (укр. Сонцем зігріті). Цього ж місяця «NaviBand» спробували взяти участь у національному відборі Білорусі на Пісенний конкурс Євробачення 2015 з піснею білоруською мовою «Выберу сам», але навіть не потрапили до фіналу відбору.
2015 року гурт переміг у номінації «Відкриття року» і отримав премію за «Найкращу пісню рідною мовою» від Національної музичної премії «Ліра». Брав участь у російському музичному фестивалі «Дикая мята». Наприкінці року музиканти зробили кавер-версію пісні «Radioactive» американського інді-рок гурту «Imagine Dragons» білоруською мовою — «Радыяактыўныя» (укр. Радіоактивні).
В січні 2016 року в Мінську відбувся фінал національного відбору Білорусі на Пісенний конкурс Євробачення 2016, в якому гурт «NaviBand» брав участь із білоруськомовною піснею «Гэта зямля» (укр. Це земля). Він посів четверте місце з 5423 голосами телеглядачів.

### 2017 рік— дотепер: «Иллюминация» іЄвробачення 2017
В січні 2017 року «NaviBand» знову брали участь у національному відборі Білорусі на Євробачення, і знову з білоруськомовною композицією — піснею «Гісторыя майго жыцця» (укр. Історія мого життя) і цього разу перемогли. Гурт отримав 6 балів від телеглядачів (5 місце за телеголосуванням з результатом в 3626 голосів) і максимальні 12 балів від професійного журі. З загальним результатом у 18 балів вони зайняли першу сходинку у фінальній таблиці та отримали право представити Білорусь на Пісенному конкурсі Євробачення 2017 у Києві. За словами солістів гурту Артема Лук'яненко і Ксенії Жук, після перемоги на відборі, їхньою метою є, щоб білоруська мова нарешті прозвучала на Євробаченні, і тому вони не збираються міняти свою конкурсу пісню і перекладати її текст. Пісня гурту «Гісторыя майго жыцця» стала першою білоруськомовною піснею від Білорусі за всю історію її участі на Євробаченні. За підсумками голосування посіли 17 місце.
У день фіналу білоруського національного відбору (20 січня 2017 року) «NaviBand» випустили свій третій альбом під назвою «Иллюминация», до якого увійшли 8 пісень — 4 білоруською мовою і 4 російською.
8 грудня 2017 року гурт представив студійний альбом «Адной дарогай», до якого увійшли 9 пісень білоруською мовою.
Також за 2018 рік гурт випустив 3 сингли - російськомовний «Молодость в кармане», «Аднойчы і назаўжды» білоруською та першу пісню українською мовою «Сумне море». До цього гурт випускав й кавери на українські пісні, наприклад, «Журавлі» гурту   The Hardkiss та переможну пісню «1944» виконавиці Джамали на Євробаченні 2016.

## Склад гурту
- Ксенія Жук (біл. Ксенія Жук) — вокал, клавішні
- Артем Лук'яненко (біл. Арцём Лук'яненка) — вокал, гітара
- Владислав Чащевик (біл. Уладзіслаў Чашчавік) — бас
- Олександр Тобольський (біл. Аляксандр Табольскі) — електрогітара
- Володимир Бегер (біл. Уладзімір Бегер) — ударні

## Дискографія
| Рік  | Оригінальна назва | Українською    |
| ---- | ----------------- | -------------- |
| 2014 | «Лови»            | Лови           |
| 2014 | «Сонцам сагрэтыя» | Сонцем зігріті |
| 2017 | «Иллюминация»     | Ілюмінація     |
| 2017 | «Адной дарогай»   | Однією дорогою |
| 2019 | «NaviBand»        | НавіБенд       |